# Fimbristylis splendida
Fimbristylis splendida är en halvgräsart som beskrevs av Charles Baron Clarke. Fimbristylis splendida ingår i släktet Fimbristylis och familjen halvgräs. Inga underarter finns listade i Catalogue of Life.